# Marit Tusvik
Marit Tusvik (Høyanger, 13 de marzo de 1951) es una escritora y dramaturga noruega que ha incursionado en varios géneros, entre ellos la novela, la poesía y el teatro; en varias de sus publicaciones ha abordado la literatura infantil. Tras debutar en 1979 con Reisen til Mandarinlandet, algunos de sus trabajos se han llevado a las tablas y a la televisión, como por ejemplo en el caso de Mugg (1990) y Etter William (1993).
Ha recibido varios reconocimientos, entre ellos el Premio Ibsen en 1991 por su obra de teatro Mugg, y el Premio Dobloug de la Academia Sueca en 2004.

## Obras
- Reisa til mandarinlandet – poesía (1979)
- Mellom sol og måne – poesía (1984)
- I byen under byen – poesía (1985)
- Jorunn og Janfrid – literatura infantil (1986)
- Hestehov – poesía (1987)
- Katrine – libro de bolsillo (1987)
- Kua som fraus – literatura infantil (1988)
- Bruno Andante og wobbegongen – literatura infantil (1989)
- Hareungen som blei åleine – literatura infantil (1990)
- Mugg – obra de teatro (1990)
- Petter Larsens dag- og nattbok – literatura infantil (1991)
- Ishuset – novela (1991)
- Etter William – obra de teatro (1993)
- Alle vakre jenters hambo – obra de teatro (1994)
- Hvalross i bikini – libro de bolsillo (1994)
- Bell – novela (1995)
- Hører du månen – guion de cortometraje (1996)
- Gjennomtrekk – poesía (1997)
- Barnas teaterbok – no ficción para niños (1997) (junto a Jan E. Hansen y Mari Maurstad)
- Tsaren – obra de teatro (1998)
- Nord – novela (1999)
- Stille og fint – novela (2002)
- Proppen – literatura infantil (2002) (illustrert av forfatteren)
- Den forunderlige historia om Valdemar Blå og reisa gjennom havet – literatura infantil (2003) (con ilustraciones de la autora)
- Mugg – obra de teatro (2003)
- Angerhøy – obra de teatro (2005)
- Deilig er jorden – novela (2009)
- 26 små romaner – novela (2011)
- Fleur – novela (2014)